# Attentato al Papa (miniserie televisiva)
Attentato al Papa è una miniserie televisiva italiana del 1986 diretta da Giuseppe Fina. È una sorta di instant movie che ricostruisce dalle indagini della magistratura l'attentato a Giovanni Paolo II del 13 maggio 1981. Venne infatti trasmessa il 6 e 7 aprile 1986 su Rai 1, a distanza di otto giorni dalla conclusione del processo. Basata sul libro Anatomia di un attentato di Claire Sterling (edito da Sugarco), è stata esportata anche in altre zone d'Europa dalla Sacis. Il doppiaggio venne eseguito dalla C.D.S. e diretto da Giacomo Magagnini.

## Distribuzione

### Edizione home video
La versione condensata da 70 minuti della miniserie venne inserita nel settimo e ultimo DVD-Video della collana Giovanni Paolo II - L'uomo che ha cambiato il mondo, abbinato a La Gazzetta dello Sport il 7 aprile 2006 e successivamente ristampato in abbinamento a Oggi nel 2008. Il DVD include anche due contenuti speciali (erroneamente segnalati nella cover come "interviste attori" e "scene inedite"): un'intervista a Mehmet Ali Ağca tratta da TV7 del 12 maggio 1996 e un servizio sull'attentato tratto dal TG1 del 13 maggio 2001, a vent'anni dai fatti.